# Costa Coffee
A Costa Limited, ismertebb nevén Costa Coffee egy brit kávéház-lánc, a világ második legnagyobb kávézója az amerikai Starbucks mögött és a leggyorsabban növekvő kávézó-lánc; az Egyesült Királyságban pedig a legnagyobb kávézó-lánc. A Costa Coffee-t Londonban alapította két Olaszországból bevándorolt testvér, Sergio és Bruno Costa. 2021-ben zárt be az utolsó magyarországi üzlete. A cég főhadiszállása a buckinghamshire-i Loudwaterben található. 1995-ben a Whitbread vásárolta meg, majd 2019 januárjában a The Coca-Cola Company tulajdonába került.